# Реики
Реики је јапанска техника за коју се сматра да смањује стреса, помаже релаксацију и лечи. Базирана је на „полагању руку“ и на веровању да животна енергија тече кроз организам. Ако неко има ниску животну енергију тада је та особа подложна болестима и стресу, а ако је та енергија високо особа се осећа здравије и срећније. Микао Усуи је творац Реикија. У раним годинама 20. века у Јапану је основао Реики тврдећи да је могуће лечити људе енергијом без губљења властите енергије.
Наука до данас није потврдила постојање ове енергије, а студије су показале да делотворност реикија није већа од плацебо ефекта

## Порекло имена
Име Реики води порекло из јапанског изговора два кинеска карактера која се користе да опишу енергију. „Реи“ значи душа, дух и „Ки“ значи дах или енергија живе силе - животна енергија.

## Порекло Реикија
Јапански Тендаи будист по имену Микао Усуи је открио Реики након дуге медитације, поста и молитве. Записао је да је добио мистично откровење и да је постигао знање и спиритуалну моћ да примењује енергију звану Реики на људе.

## Теорија и пракса
Особе које практикују Реики користе технику „полагања руку“ на тело или изнад тела за коју они тврде да каналишу енергију Ки. Та енергија је енергија универзалног духа или спиритуалне природе (Реи). Кроз дланове особе која примењује Реики се каналише енергија која има за сврху да лечи особу којој је овај третман потребан.
У Реики сесији се од пацијента очекује да легне и да се опусти. Особа која каналише енергију кроз себе покреће своје руке близу и око тела примаоца, односно пацијента. Пацијент мора бити отворен за ову врсту лечења и за примање енергије да би лечење било ефикасно.

## Критике
Доктори, академици изражавају забринутост када пацијенти који болују од неких тешких обољења изаберу Реики као метод лечења. Противници ове методе тврде да је то ништа друго до експлоатација страха и наде људи који болују од тешких обољења, а даје им се за узврат ништа друго сем плацебо ефекта. Римокатоличка црква сматра да је Реики отварање врата злим силама и окултном.
Реики терапеут тврди да је могуће пренети енергију пацијенту, чак и са даљине, и тако омогућити телу да се само излечи. Ово је интересантна теорија и има потенцијал да изазове револуцију у медицини - ако заиста делује. Како можемо знати да ли делује?
Прво је потребно да смо способни да идентификујемо ову енергију, демонстрирамо њено постојање, покажемо неке мерљиве ефекте њеног присуства, и демонстрирамо начин на који је контролишемо. Без ових основних тачака, ми само размишљамо о идеји - да постоји такав облик енергије. Друго, након што смо демонстрирали њено постојање, потребно је да покажемо везу између ове енергије и одређених предвидљивих промена у људском телу. На пример, мерљиву промену стања пацијента након пријема ове енергије. Треће, потребно је да знамо одакле ова енергија долази, како се преноси, како се складишти и како знамо све те ствари. Ово је неопходно да би могли да осигурамо да приметимо када неко нешто погреши.
Нажалост, по све три тачке, реики не нуди баш ништа. Нема доказа о постојању ки енергије, нема доказа о њеним ефектима, нема предлога како она може бити мерена или локализована. Обзиром да ову енергију не можемо измерити, нити показати њен ефекат, не можемо да је повежемо са било којом последицом у људском телу, а то значи да не можемо да тврдимо како се она користи за лечење људи.

## Научна истраживања и прихваћеност Реикија у медицини
Истраживања спроведена у последњих 20-ак година потврђују ефикасност примене Реикија код многих болести као и код општег побољшања физичког и психичког стања пацијената. У земљама у којима је Реики распрострањен, велики број лекара и осталог медицинског особља користи Реики као комплементарну методу лечења. На пример, Реики је уврштен у програм наставе Школе за медицинске сестре Yale универзитета. Примена Реикија у болницама и клиникама највише је заступљена у Сједињеним Државама, док је у Европи она присутна углавном у Великој Британији. 